# كورتيس سي-46 كوماندو
كورتيس سي-46 كوماندو (بالإنجليزية: Curtiss C-46 Commando)‏ هي طائرة نقل مستمدة من تصميم طائرة كورتيس سي دبليو -20 (CW-20) المتكيفة الضغط على الارتفاعات العالية. في وقت مبكر حينذاك ذكرت تقارير صحفية بأن اسم الطائرة هو 'كوندور الثالثة' ولكن اسم «كوماندو» كان قيد الاستخدم منذ أوائل 1942 في دعايات الشركة. كما انه كان قد استخدم في وسائل النقل العسكرية خلال الحرب العالمية الثانية من قبل القوة الجوية في جيش الولايات المتحدة، وكذلك البحرية الأمريكية / قوات مشاة البحرية، والتي تستخدم تسمية (R5C). خدمت سي-46 بنفس دور نظيرتها الطائرة دوغلاس سي-47 سكاي ترين، ولكنها لم تنتج على نطاق واسع. وفي وقت إنتاجها، كانت سي-46 ثاني أكبر طائرة بمحركين في العالم (بعد مارتن بيه بي إم)، وكانت واحدة من أثقل خمس طائرات ثنائية المحركات (خلف كل من: هي 177، مارتن بيه بي إم (Martin PBM)، أفرو مانشستر وفيكرز وارويك) والتي خدمت في الحرب العالمية الثانية.

## التاريخ التشغيلي

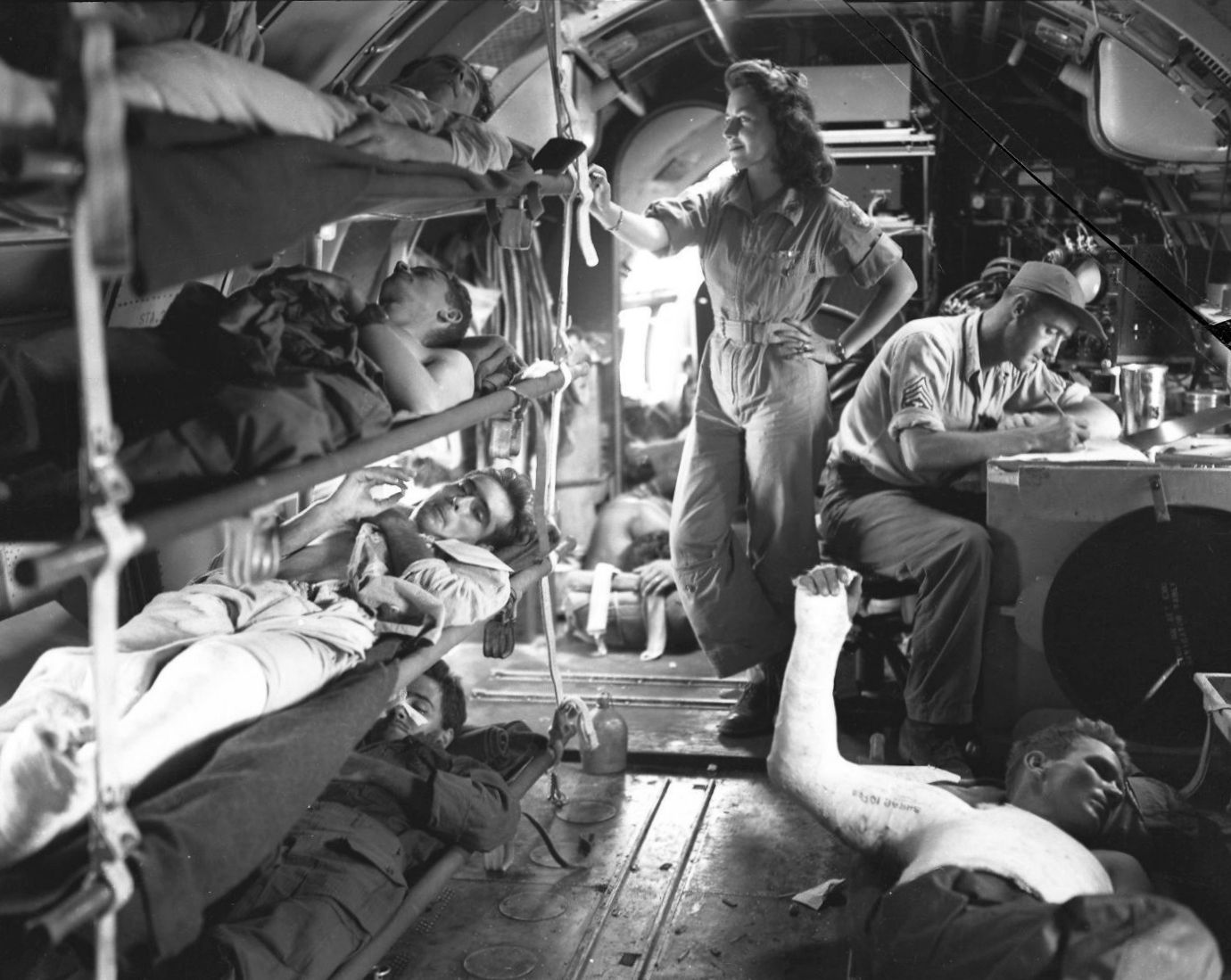
C-46 air evacuation from مانيلا، الفلبين.

## المتغيرات

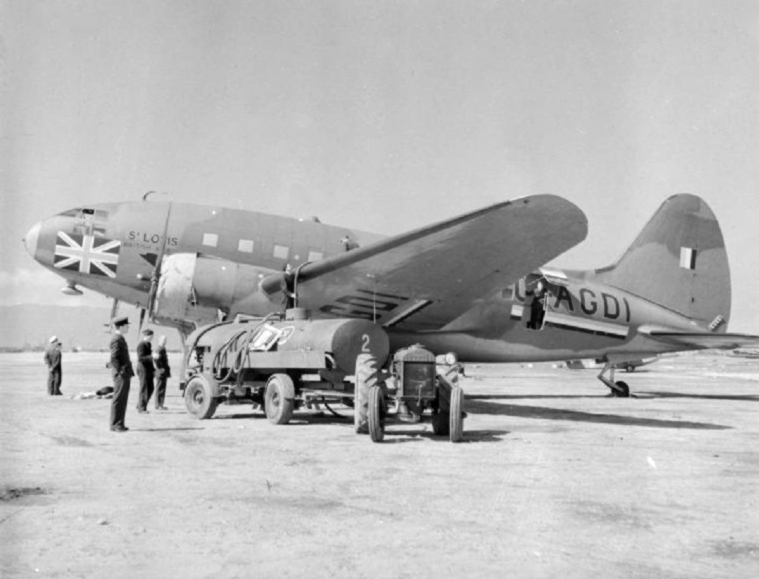
"St. Louis", the شركة الخطوط الجوية البريطانية لما وراء البحار CW-20A at جبل طارق, 1941–42. Was previously C-55 with Curtiss and USAAC, after conversion from twin-tail CW-20T

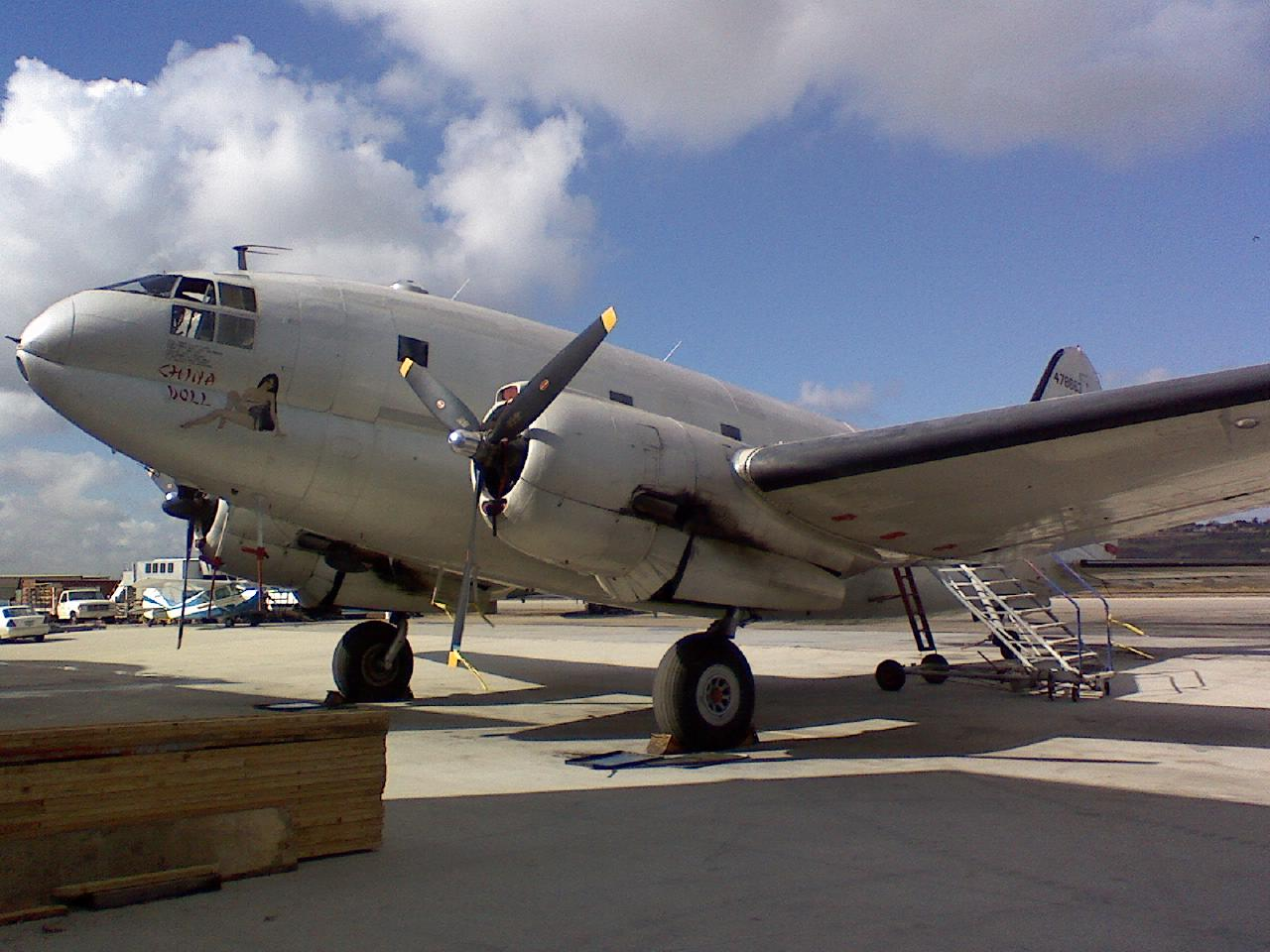
C-46F "China Doll", Camarillo Airport Museum

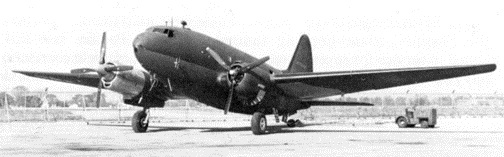
The XC-113

CW-20
التصميم الأصلي لطائرة ركاب.
CW-20T
CW-20A
تسمية الشركة المصنعة لطراز C-55.
CW-20B
تسمية الشركة المصنعة لطراز C-46A.
CW-20B-1
تسمية الشركة المصنعة لطراز XC-46B.
CW-20B-2
تسمية الشركة المصنعة لطراز C-46D.
CW-20B-3
تسمية الشركة المصنعة لطراز C-46E.
CW-20B-4
تسمية الشركة المصنعة لطراز C-46F.
CW-20B-5
تسمية الشركة المصنعة لطراز C-46G.
CW-20E
تسمية الشركة المصنعة لطراز AC-46K.
CW-20G
تسمية الشركة المصنعة لطراز XC-46C.
CW-20H
تسمية الشركة المصنعة لطراز XC-46L.
C-55
C-46 Commando
C-46A Commando
XC-46B Commando
XC-46C Commando
C-46D Commando
C-46E Commando
C-46F Commando
C-46G Commando
C-46H
C-46J
AC-46K Commando
XC-46K
XC-46L
XC-113
R5C-1
C-46R

## مشغلين

### مشغلين العسكرية
الأرجنتين
- سلاح الجو الأرجنتيني - طائرتين

 بوليفيا
- سلاح الجو البوليفي
- Transporte Aéreo Militar

 البرازيل
- القوات الجوية البرازيلية

 جمهورية الصين
- القوات الجوية التايوانية

 جمهورية الصين الشعبية
- سلاح جو جيش التحرير الشعبي

 كولومبيا

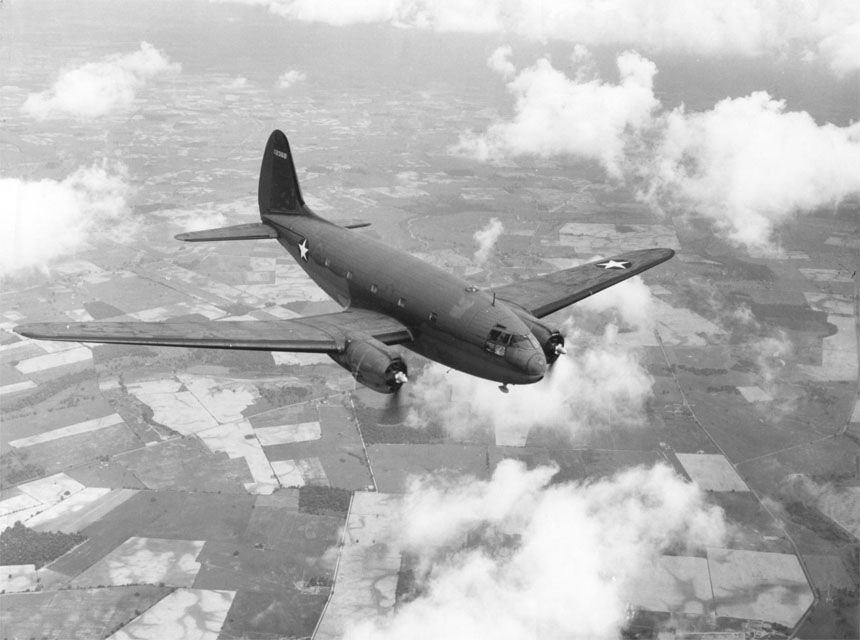
Curtiss C-46 "Commando" in flight

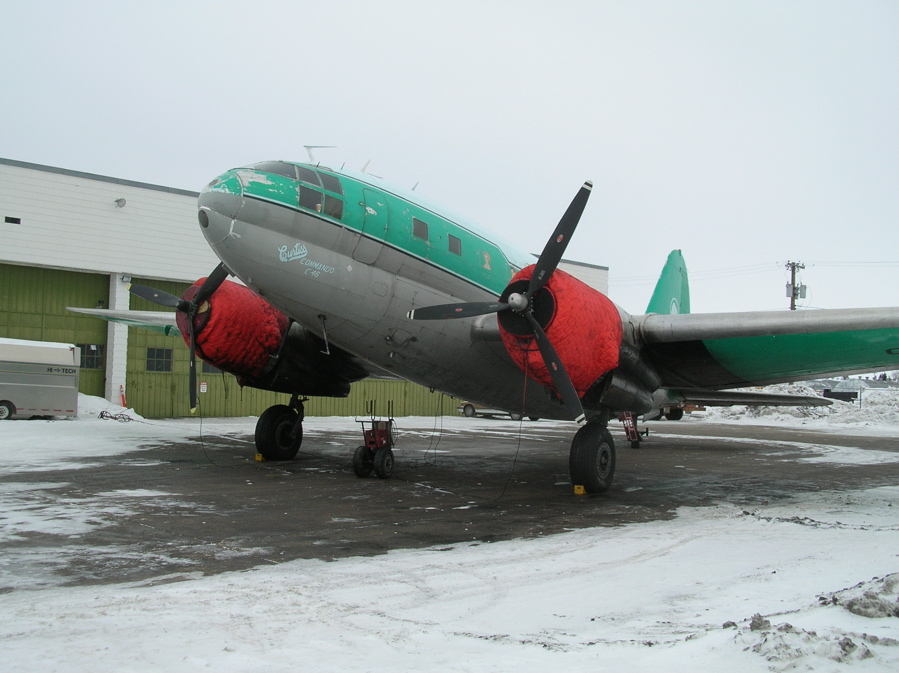
Buffalo Airways C-46 in northern Canada, c. 2005

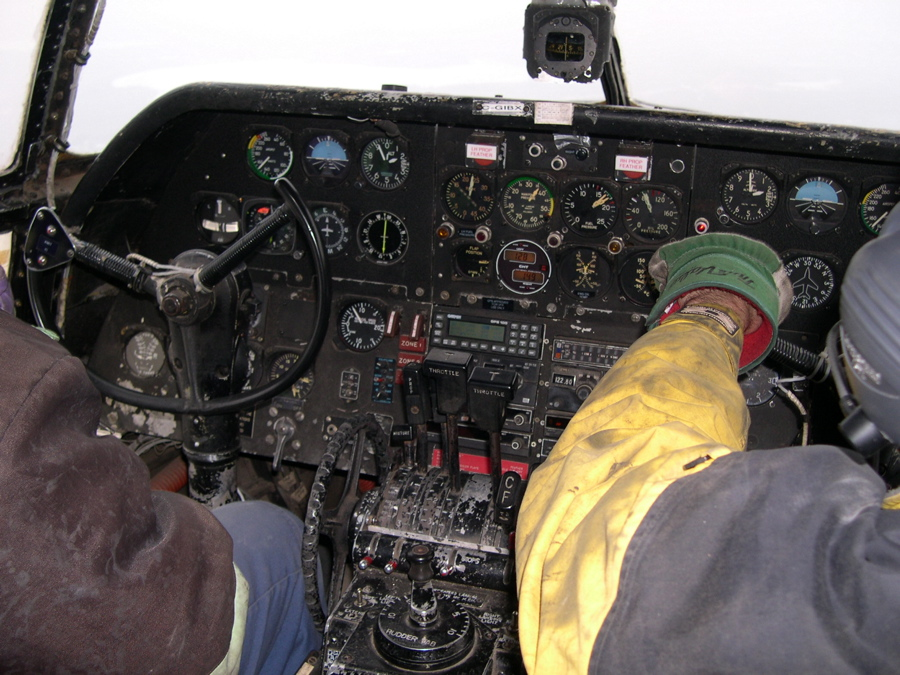
"Working office" of a C-46, c. 2006, over northern Manitoba

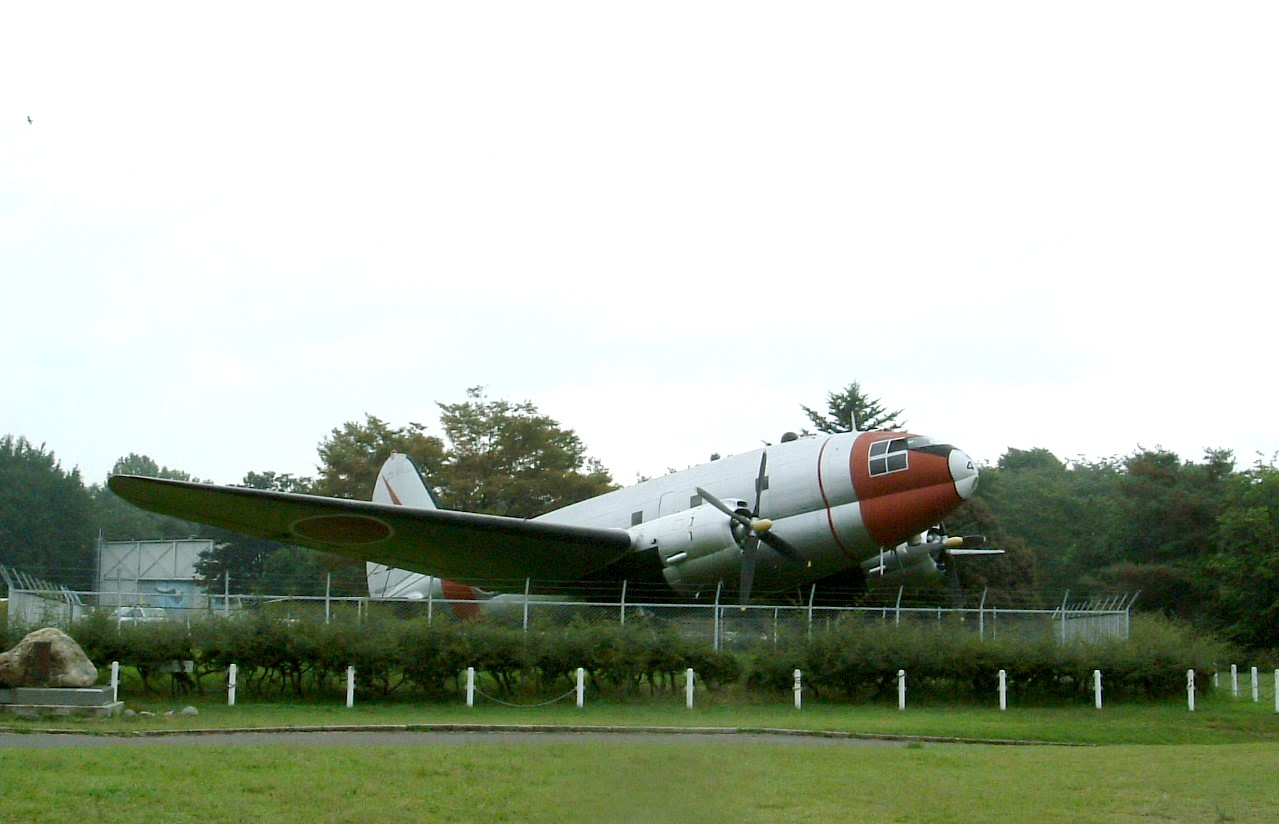
C-46A 2 of the قوة الدفاع الذاتي الجوية اليابانية

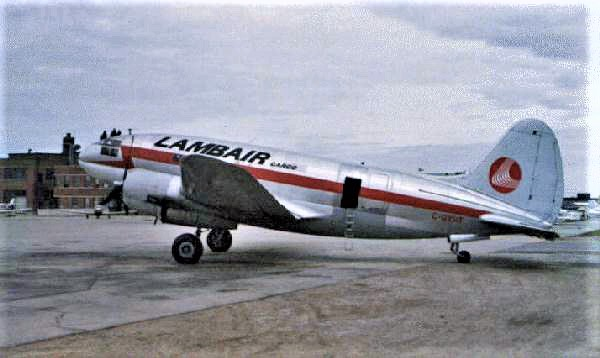
Lamb Air C-46.

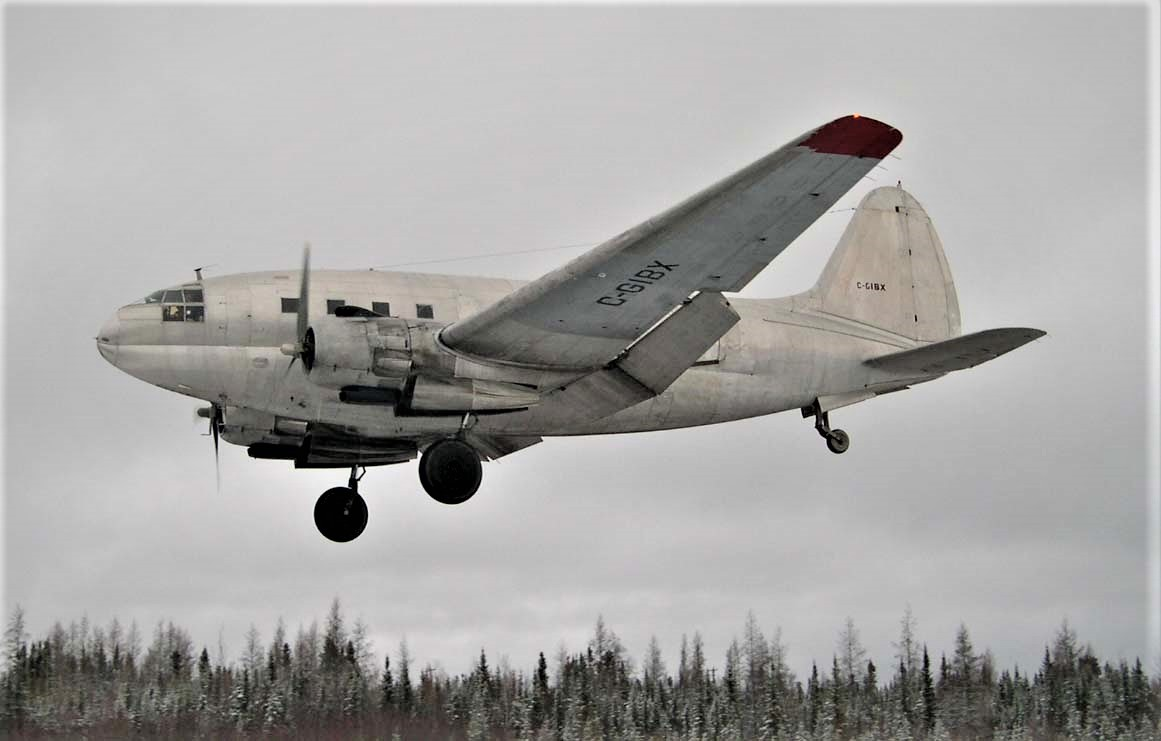
C-46 C-GIBX from First Nations Transportation, c. 2006

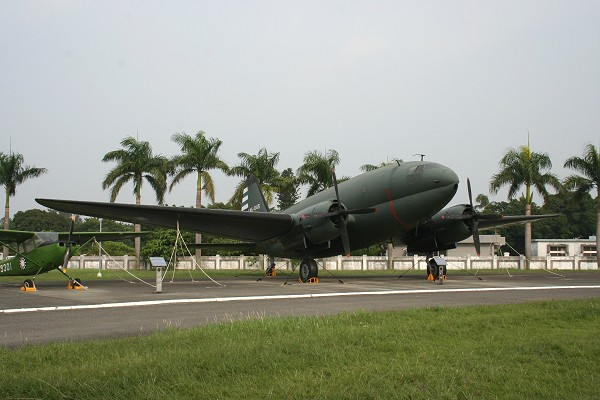
C-46 from Republic of China Air Force, at the RoCAF Museum, Taiwan

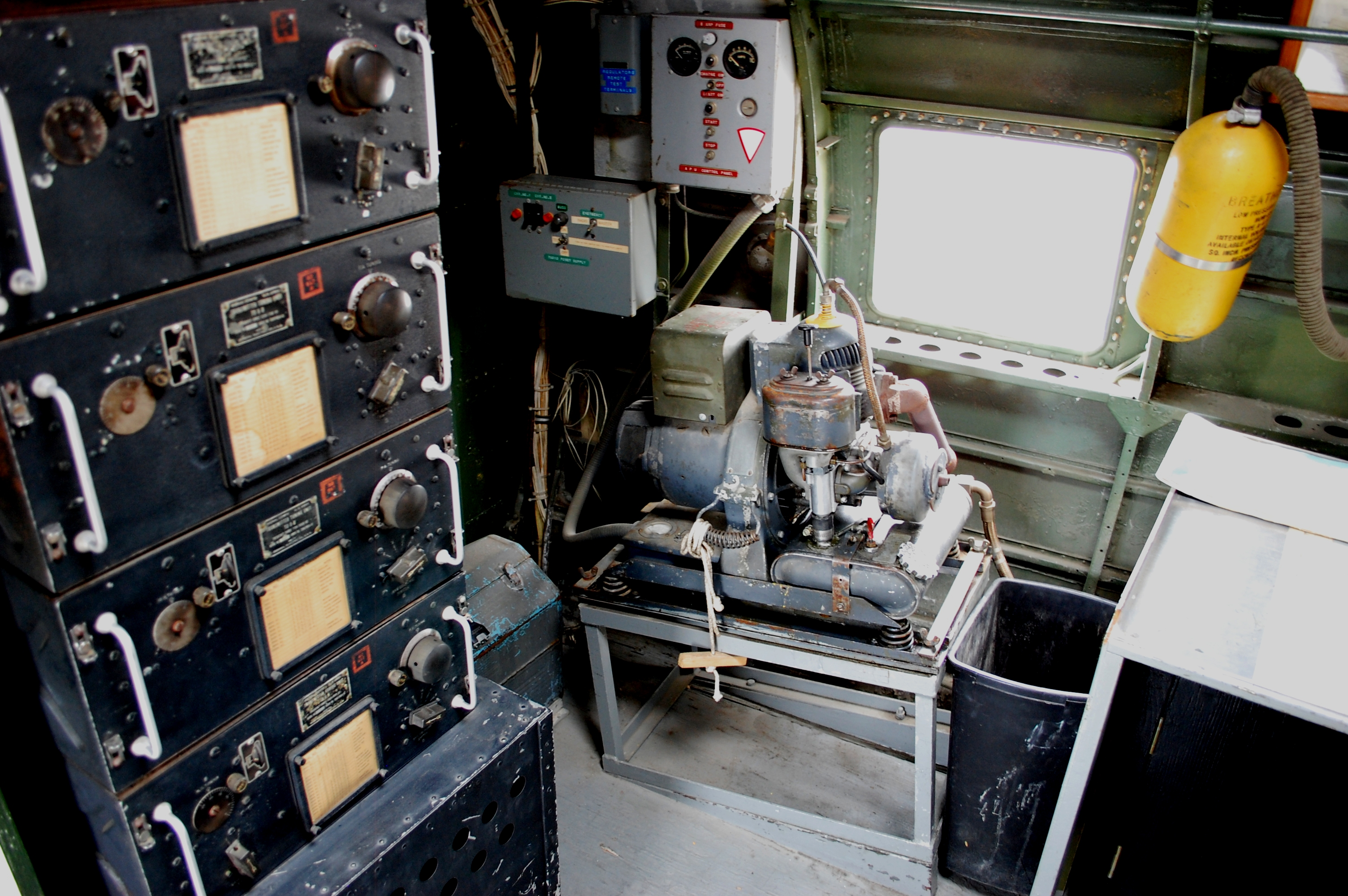
An APU of China Doll

- القوات الجوية الكولومبية - طائرة واحدة

 كوبا
- القوة الجوية الكوبية

 جمهورية الدومينيكان
- سلاح جو الدومينيكان

 الإكوادور
- القوات الجوية الاكوادورية

 مصر
 هايتي
- سلاح جو هايتي

 هندوراس
- سلاح جو هندوراس

 إسرائيل
- القوات الجوية الإسرائيلية

 اليابان
- قوة الدفاع الذاتي الجوية اليابانية

 كوريا الجنوبية
- سلاح الجو الكوري الجنوبي

 لاوس
- سلاح جو لاو الملكي

 المكسيك
 بيرو
- سلاح جو بيرو

 الاتحاد السوفيتي
- القوات الجوية السوفيتية - طائرة واحدة[4]

 الولايات المتحدة
- القوات الجوية لجيش الولايات المتحدة
- القوات الجوية الأمريكية
- قوات مشاة بحرية الولايات المتحدة
- بحرية الولايات المتحدة
- طيران أمريكا

### مشغلين المدنية
الأرجنتين
 بوليفيا
 البرازيل
 كندا
 تشيلي
 كولومبيا
 جمهورية الكونغو
 كوستاريكا
 كوراساو
 جمهورية الدومينيكان
 مصر
 ألمانيا
- لوفتهانزا

 هايتي
 هندوراس
 هونغ كونغ
 أيرلندا
 إسرائيل
- خطوط أركيا
- إل عال

 إيطاليا
 الأردن
- طيران الأردن

 كينيا
 لبنان
- الخطوط الجوية اللبنانية الدولية

 لوكسمبورغ
 المغرب
- Aigle Azur Maroc
- الخطوط الملكية المغربية

 نيكاراغوا
 النرويج
- Fred Olsen Air Transport[6]

 باراغواي
 بيرو
 السويد
 تايوان
 المملكة المتحدة

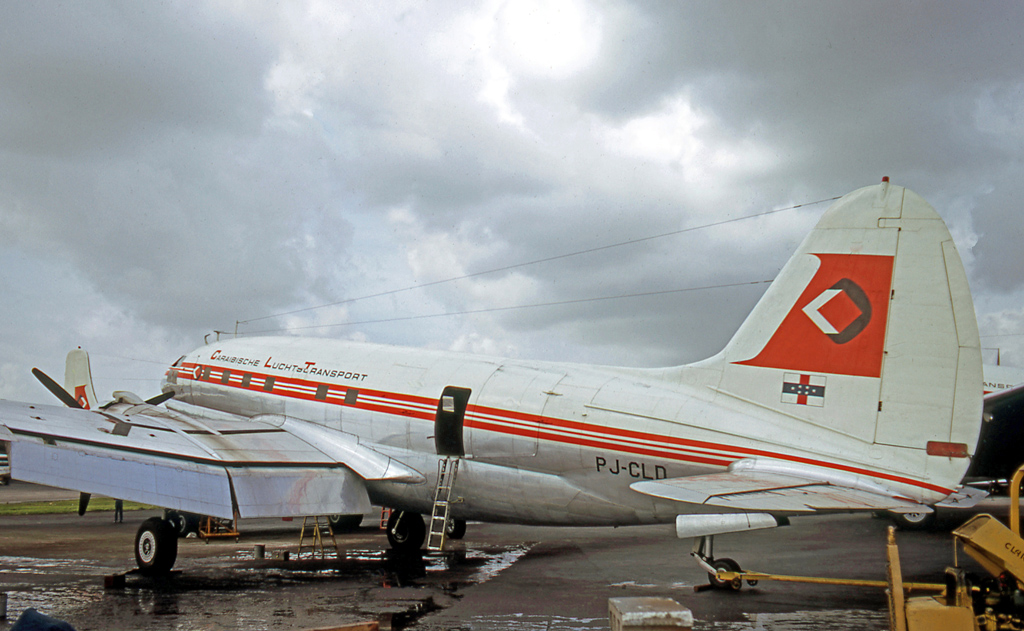
C-46A of Caraibische Lucht Transport (Curaçao) in 1970

- شركة الخطوط الجوية البريطانية لما وراء البحار (CW-20)

 الولايات المتحدة
- خطوط آلاسكا الجوية
- خطوط دلتا الجوية

 الأوروغواي
 فنزويلا

## مواصفات (C-46A)
البيانات من Curtiss Aircraft 1907–1946
الخصائص العامة
- الطاقم: 4
- السعة: [8]

  - 40 جنديا أو
  - 30 نقالة مريض أو
  - 15,000 رطل (6,800 كـغ) شحن[9]
- الطول: 76 ft 4 in (23.27 m)
- باع الجناح: 108 ft 0 in (32.91 m)
- الارتفاع: 21 ft 9 in (6.62 m)
- مساحة الجناح : 1,360 ft2 (126.3 m2)
- الوزن فارغة: 30,669 lb[N 1][8] (14,700 kg)
- وزن الإقلاع الأقصى: 45,000 lb[N 2] (20,412 kg)
- محرك الطائرة: 2 × برات آند ويتني آر-2800 دوبل واسب-51 two-row 18-cylinder محرك شعاعيs, 2,000 hp (1,492 kW)  الواحد

الأداء
- السرعة القصوى: 270 mph (235 knots, 435 km/h) at 15,000 قدم (4,600 م)
- سرعة العبور: 173 mph (150 knots, 278 km/h)
- مدى (طائرة): 3,150 mi (2,739 ميل بحري, 5,069 km at 173 mph (278 km/h))
- سقف الخدمة: 24,500 ft (7,468 m)
- معدل الصعود: 1,175 ft/min[8] (6.0 m/s)

### استشهادات
1. ↑  Andrade 1979, p. 65.
2. 1 2  مذكور في: Jane's World Aircraft Recognition Handbook, Fourth Edition. الصفحة: 257. الناشر: خدمات جاينز المعلوماتية. لغة العمل أو لغة الاسم: الإنجليزية. تاريخ النشر: 1989. المُؤَلِّف: ديريك وود.
3. ↑  Aeronautical Engineering Review, 1942 Vol1,p50 p
4. ↑  Hardesty 1991, p. 253 (Appendixes).
5. ↑  jp airline-fleets international
6. ↑  Hagby 1998, p. 34.
7. ↑  Bowers 1979, p. 456.
8. 1 2 3 4  Green and Swanborough Air Enthusiast September–December 1987, p. 42.
9. ↑  Bowers 1979, p. 453.